# Todome no seppun
Todome no seppun (トドメの接吻? lett. "Il bacio della morte"), noto anche con i titoli Todome no kiss e Kiss that Kills, è una serie televisiva giapponese del 2018.

## Trama
Ōtarō Dojima è un accompagnatore estremamente popolare, che in seguito a un'infanzia difficile non crede più all'amore e anzi cerca in ogni modo possibile soltanto il sesso e la ricchezza. La vigilia di Natale, una ragazza vestita con un abito da Babbo Natale tuttavia lo bacia, facendolo subito dopo morire. Poiché tale evento lo catapulta in un anello temporale, che lo riporta più volte indietro di una settimana, il giovane inizia a chiedersi chi sia davvero la ragazza che ogni volta lo uccide con "il bacio della morte", e se è realmente per lui possibile diventare una persona migliore.

## Episodi
| Stagione       | Episodi | Prima TV originale | Prima TV Italia |
| -------------- | ------- | ------------------ | --------------- |
| Prima stagione | 10      | 2018               | Inedita         |